# Dima Aktaa
Dima Aktaa (nascida em 1994) é uma atleta síria e arrecadadora de fundos, que foi nomeada uma das 100 mulheres da lista da BBC em 2022. Em 2022, Aktaa estava em treinamento para competir nos 100m nas Paraolimpíadas de Verão de 2024.

## Biografia
Dima Aktaa nasceu em 1994, na Síria. Em agosto de 2012, sua casa na cidade de Salqin, perto da cidade de Idlib, foi bombardeada e sua perna foi amputada pela explosão. A família deixou mudou-se para o Líbano, onde viveu por vários anos, e depois mudaram-se para o Reino Unido como refugiados em 2017. Ela e sua família se estabeleceram no condado de Bedfordshire, em 2018.
Durante a pandemia de COVID-19, Dima Aktaa fez parte de uma iniciativa ambulante que arrecadou mais de £ 70.000 para apoiar esquemas de vacinação em campos de refugiados. Em 2022, Dima Aktaa estava em treinamento para competir nos 100m nas Paraolimpíadas de Verão de 2024.

## Reconhecimentos
2020 - Reconhecida como membro do 'The Lionhearts' - um time alternativo de futebol da Inglaterra.
2020 - A cantora pop Anne-Marie escreveu uma canção sobre sua vida.
2022 - As contribuições de Dima Aktaa para o esporte e a conscientização sobre deficiência foram reconhecidas por sua inclusão na lista das 100 mulheres mais inspiradoras do mundo da BBC.